# ヌミコ
ヌミコ NV (Numico N.V.) は、オランダに本拠をおく医療用食品、離乳食を取り扱う企業。2007年7月に仏ダノン社から買収提案を受け入れ、子会社となった。
会社のスローガンは「High Growth, High Margin」。